# Aeschynanthus brachyphyllus
Aeschynanthus brachyphyllus är en tvåhjärtbladig växtart som beskrevs av Spencer Le Marchant Moore. Aeschynanthus brachyphyllus ingår i släktet Aeschynanthus och familjen Gesneriaceae. Inga underarter finns listade i Catalogue of Life.